# Aphelonecta
Aphelonecta is een geslacht van wantsen uit de familie van de Notonectidae (Bootsmannetjes). Het geslacht werd voor het eerst wetenschappelijk beschreven door Lansbury in 1965.

## Soorten
Het genus bevat de volgende soorten:

- Aphelonecta alexis Lansbury, 1965
- Aphelonecta gavini Lansbury, 1966
- Aphelonecta gigas Zettel, 1993
- Aphelonecta jaechi Zettel, 1995
- Aphelonecta nakatae Lansbury, 1965
- Aphelonecta philippina Zettel, 1995